# Campeonato Mineiro de Futebol do Interior
Através do Campeonato Mineiro da Primeira Divisão Módulo I, a FMF declara oficialmente ao clube de melhor campanha no geral, exceto os clubes de Belo Horizonte, o título de Campeão Mineiro do Interior.
Este título é atribuído desde 1965, após a inauguração do Mineirão, pois evidenciou-se notoriamente a supremacia dos clubes da capital na disputa dos campeonatos, porém houve algumas distorções devido às inúmeras variações nas fórmulas e critérios de disputa do Campeonato Mineiro.
O campeão mais recente é a Tombense, de Tombos, em 2025.

## Campeões do Interior de Minas Gerais
| Edição | Ano  | Campeão        | Cidade               | Classificação |
| ------ | ---- | -------------- | -------------------- | ------------- |
| 1      | 1965 | Siderúrgica    | Sabará               | 3°            |
| 2      | 1966 | Uberaba        | Uberaba              | 3°            |
| 3      | 1967 | Formiga        | Formiga              | 4°            |
| 4      | 1968 | Uberlândia     | Uberlândia           | 3°            |
| 5      | 1969 | Valeriodoce    | Itabira              | 3°            |
| 6      | 1970 | Uberlândia     | Uberlândia           | 4°            |
| 7      | 1971 | Valeriodoce    | Itabira              | 4°            |
| 8      | 1972 | Atlético       | Três Corações        | 4°            |
| 9      | 1973 | Uberaba        | Uberaba              | 3°            |
| 10     | 1974 | Caldense       | Poços de Caldas      | 3°            |
| 11     | 1975 | Caldense       | Poços de Caldas      | 3°            |
| 12     | 1976 | Caldense       | Poços de Caldas      | 4°            |
| 13     | 1977 | Caldense       | Poços de Caldas      | 4°            |
| 14     | 1978 | Valeriodoce    | Itabira              | 4°            |
| 15     | 1979 | Uberlândia     | Uberlândia           | 4°            |
| 16     | 1980 | Uberaba        | Uberaba              | 3°            |
| 17     | 1981 | Uberaba        | Uberaba              | 4°            |
| 18     | 1982 | Uberaba        | Uberaba              | 3°            |
| 19     | 1983 | Uberlândia     | Uberlândia           | 4°            |
| 20     | 1984 | Villa Nova     | Nova Lima            | 4°            |
| 21     | 1985 | Tupi           | Juiz de Fora         | 4°            |
| 22     | 1986 | Uberlândia     | Uberlândia           | 3°            |
| 23     | 1987 | Tupi           | Juiz de Fora         | 3°            |
| 24     | 1988 | Fabril         | Lavras               | 3°            |
| 25     | 1989 | Esportivo      | Passos               | 4°            |
| 26     | 1990 | Rio Branco     | Andradas             | 4°            |
| 27     | 1991 | E.C. Democrata | Governador Valadares | 2°            |
| 28     | 1992 | Rio Branco     | Andradas             | 4°            |
| 29     | 1993 | E.C. Democrata | Governador Valadares | 4°            |
| 30     | 1994 | E.C. Democrata | Governador Valadares | 4°            |
| 31     | 1995 | Mamoré         | Patos de Minas       | 4°            |
| 32     | 1996 | Caldense       | Poços de Caldas      | 3°            |
| 33     | 1997 | Villa Nova     | Nova Lima            | 2°            |
| 34     | 1998 | Villa Nova     | Nova Lima            | 3°            |
| 35     | 1999 | Villa Nova     | Nova Lima            | 4°            |
| 36     | 2000 | Ipatinga       | Ipatinga             | 4°            |
| 37     | 2001 | Mamoré         | Patos de Minas       | 4°            |
| 38     | 2002 | Caldense       | Poços de Caldas      | 1°            |
| 39     | 2003 | Tupi           | Juiz de Fora         | 4°            |
| 40     | 2004 | Caldense       | Poços de Caldas      | 4°            |
| 41     | 2005 | Ipatinga       | Ipatinga             | 1°            |
| 42     | 2006 | Ipatinga       | Ipatinga             | 2°            |
| 43     | 2007 | E.C. Democrata | Governador Valadares | 3°            |
| 44     | 2008 | Tupi           | Juiz de Fora         | 3°            |
| 45     | 2009 | Ituiutaba      | Ituiutaba            | 3°            |
| 46     | 2010 | Ipatinga       | Ipatinga             | 2°            |
| 47     | 2011 | América        | Teófilo Otoni        | 4°            |
| 48     | 2012 | Tupi           | Juiz de Fora         | 4°            |
| 49     | 2013 | Tombense       | Tombos               | 3°            |
| 50     | 2014 | Boa Esporte    | Varginha             | 4º            |
| 51     | 2015 | Caldense       | Poços de Caldas      | 2°            |
| 52     | 2016 | URT            | Patos de Minas       | 4°            |
| 53     | 2017 | URT            | Patos de Minas       | 4°            |
| 54     | 2018 | Tupi           | Juiz de Fora         | 4°            |
| 55     | 2019 | Boa Esporte    | Varginha             | 4°            |
| 56     | 2020 | Tombense       | Tombos               | 2°            |
| 57     | 2021 | Tombense       | Tombos               | 3º            |
| 58     | 2022 | Athletic Club  | São João del-Rei     | 3º            |
| 59     | 2023 | Athletic Club  | São João del-Rei     | 3º            |
| 60     | 2024 | Tombense       | Tombos               | 4º            |
| 61     | 2025 | Tombense       | Tombos               | 3º            |

## Títulos por equipe
| Clube            | Cidade               | Títulos |
| ---------------- | -------------------- | ------- |
| A.A. Caldense    | Poços de Caldas      | 8       |
| Tupi F.C.        | Juiz de Fora         | 6       |
| Uberaba S.C.     | Uberaba              | 5       |
| Uberlândia E.C.  | Uberlândia           | 5       |
| Tombense F.C.    | Tombos               | 5       |
| E.C. Democrata   | Governador Valadares | 4       |
| Ipatinga F.C.    | Ipatinga             | 4       |
| Villa Nova A.C.  | Nova Lima            | 4       |
| Boa Esporte E.C. | Varginha             | 3       |
| Valeriodoce E.C. | Itabira              | 3       |
| Athletic Club    | São João del-Rei     | 2       |
| Rio Branco F.C.  | Andradas             | 2       |
| E.C. Mamoré      | Patos de Minas       | 2       |
| URT              | Patos de Minas       | 2       |
| América F.C.     | Teófilo Otoni        | 1       |
| Atlético Clube   | Três Corações        | 1       |
| Esportivo        | Passos               | 1       |
| Fabril E.C.      | Lavras               | 1       |
| Formiga E.C.     | Formiga              | 1       |
| E.C. Siderúrgica | Sabará               | 1       |